# ムブレロ・ボティーレ
ムブレロ・ボティーレ（Mbulelo Botile、1972年7月23日 - ）は、南アフリカ共和国の元プロボクサー。東ケープ州ダンカン・ビレッジ出身。元IBF世界バンタム級王者。元IBF世界フェザー級王者。世界2階級制覇王者。南アフリカのプロボクサーでジェイコブ・マトラーラに次ぐ史上2人目の2階級制覇王者。

## 来歴
1989年プロデビュー、3回TKO勝ち。
1994年5月29日、デリック・ホワイトボーイが持つ南アフリカバンタム級王座に挑戦。2-1(116-114、115-114、113-116)の判定勝ち。王座獲得に成功したが、その後王座を剥奪された。
1994年10月15日、アメリカデビュー戦をテキサス州マーティン・フィールドでジャビエル・ディアスと対戦し、10回判定勝ちを収めた。
1995年4月29日、15戦全勝で世界初挑戦。ヨハネスブルグFNBスタジアムにて、IBF世界バンタム級王者ハロルド・メストレと対戦。2回1分24秒KO勝ちを収め王座獲得に成功した。
1995年7月4日、カルーセル・カジノにてサミー・スチュワートと対戦し12回3-0の大差判定(2者が118-110、119-109)勝ちを収め、初防衛に成功した。
1995年11月25日、イースト・ロンドンのバシール・ケンヨン・スタジアムにてレイナルド・ヘイテードと対戦し、2回2分58秒KO勝ちを収め終了間際の速攻劇で2度目の防衛に成功した。
1996年4月2日、ロードアイランド州プロビデンスのシビックセンターにてアンシー・ゲデオンと対戦し11回35秒KO勝ちを収め3度目の防衛に成功した。
1996年6月29日、西ケープ州アリスのホート・ハーレー大学・ホールにてマーロン・アイロスと対戦し、8回アイロスの悪化した傷が元でドクターストップになり試合終了。4度目の防衛に成功した。
1996年11月26日、ルイジアナ州バトンルージュのベーレー・オブ・バトンルージュにて17戦全勝のアリスティード・クレイトンと対戦し、12回判定勝ちを収め5度目の防衛に成功した。
1997年7月19日、テネシー州ナッシュビルにあるブリヂストン・アリーナにて1992年バルセロナオリンピックフライ級部門銅メダリストティム・オースティンと対戦した。8回にレフェリーストップがかかり6度目の防衛に失敗した。
1999年11月19日、ワシントンD.C.のDCアーモリーで元IBF世界フェザー級王者ヘクター・リサラガと対戦し10回2-0の判定勝ち。
2000年12月16日、サウス・ヨークシャーシェフィールドのシェフィールド・アリーナにてIBF世界フェザー級王者ポール・イングルと対戦し、12回20秒TKO勝ちを収め2階級制覇を飛び級で達成した。
2001年4月6日、ネバダ州ラスベガスのテキサス・ステーション・カジノにてフランキー・トレドと対戦し12回0-3(111-117、110-118、109-119)の判定負けを喫し初防衛に失敗した。
2002年10月26日、1年6か月振りの復帰戦をカーニバル・シティーで行いIBO世界スーパーフェザー級王者で後のIBF世界同級王者カシウス・バロイと対戦。178cmと長身で191cmのリーチと規格外のサイズを持つバロイを相手に11回2分58秒TKO負けで王座獲得に失敗、現役引退を表明した。
2005年3月11日、3年振りの復帰戦をアンソニー・テシェイラが持つWBAパンアフリカンスーパーフェザー級王者に挑戦したが自身初のカウントアウトになる7回1分33秒KO負けを喫し王座獲得に失敗し、正式に現役引退を表明した。

## 獲得タイトル
- 南アフリカバンタム級王座
- IBF世界バンタム級王座（防衛5）
- IBF世界フェザー級王座（防衛0）